# Segunda Categoría de Ecuador 2012
El Campeonato Ecuatoriano de Fútbol Segunda Categoría 2012 fue la 39.ª edición de la Segunda Categoría de Ecuador, esta temporada se otorgó a 2 equipos el ascenso a la Serie B del siguiente año. Sociedad Deportiva Aucas consiguió el ascenso y retorno a la segunda división después de 7 temporadas.

## Sistema de campeonato
Para este año los campeones y vicecampeones de los torneos locales jugaron la segunda fase divididos en cuatro zonas, en la zona 1 hubo dos hexagonales y pentagonales para el resto de zonas (2, 3 y 4).
La tercera fase se la jugó con 12 equipos, los cuales salieron de los ganadores de cada una de las zonas de la segunda fase (8 equipos) y esta etapa se completó con la presencia de los 4 mejores segundos.
A los 12 equipos clasificados, se los distribuyó en dos hexagonales bajo sorteo previo en sesión ordinaria de la Federación Ecuatoriana de Fútbol. El primero de cada uno de los hexagonales, fueron los que se clasificaron a la primera categoría Serie B para el año 2013 y disputaron una final de ida y vuelta.

## Equipos clasificados
| Asociación                             | Equipo                                        | Vía de clasificación |
| -------------------------------------- | --------------------------------------------- | --- |
| Azuay 2 cupos                          | Gualaceo S. C. Estudiantes                    | Campeón de la Segunda Categoría de Azuay 2012 Subcampeón de la Segunda Categoría de Azuay 2012                                                   |
| Bolívar 2 cupos                        | Sporting Bolívar Juventud Minera              | Campeón de la Segunda Categoría de Bolívar 2012 Subcampeón de la Segunda Categoría de Bolívar 2012                                               |
| Cañar 2 cupos                          | Municipal Cañar Equipo de Cristo              | Campeón de la Segunda Categoría de Cañar 2012 Subcampeón de la Segunda Categoría de Cañar 2012                                                   |
| Chimborazo 2 cupos                     | Penipe S. C. Alianza                          | Campeón de la Segunda Categoría de Chimborazo 2012 Subcampeón de la Segunda Categoría de Chimborazo 2012                                         |
| Cotopaxi 2 cupos                       | Deportivo Cotopaxi LDE (La Maná)              | Campeón de la Segunda Categoría de Cotopaxi 2012 Subcampeón de la Segunda Categoría de Cotopaxi 2012                                             |
| El Oro 2 cupos                         | Orense Deportivo Bolívar                      | Campeón de la Segunda Categoría de El Oro 2012 Subcampeón de la Segunda Categoría de El Oro 2012                                                 |
| Esmeraldas 2 cupos                     | Alianza del Pailón Rocafuerte                 | Campeón de la Segunda Categoría de Esmeraldas 2012 Subcampeón de la Segunda Categoría de Esmeraldas 2012                                         |
| Guayas 2 cupos                         | Academia Alfaro Moreno Estudiantes del Guayas | Campeón de la Segunda Categoría de Guayas 2012 Subcampeón de la Segunda Categoría de Guayas 2012                                                 |
| Imbabura 2 cupos                       | Pilahuin Tío 2 de Marzo                       | Campeón de la Segunda Categoría de Imbabura 2012 Subcampeón de la Segunda Categoría de Imbabura 2012                                             |
| Loja 2 cupos                           | LDE 1.° de Mayo Academia M-S S. C.            | Campeón de la Segunda Categoría de Loja 2012 Subcampeón de la Segunda Categoría de Loja 2012                                                     |
| Los Ríos 2 cupos                       | Venecia Santa Rita                            | Campeón de la Segunda Categoría de Los Ríos 2012 Subcampeón de la Segunda Categoría de Los Ríos 2012                                             |
| Manabí 2 cupos                         | Delfín Liga de Portoviejo                     | Campeón de la Segunda Categoría de Manabí 2012 Subcampeón de la Segunda Categoría de Manabí 2012                                                 |
| Orellana 2 cupos                       | Anaconda F. C. Deportivo Coca                 | Campeón de la Segunda Categoría de Orellana 2012 Subcampeón de la Segunda Categoría de Orellana 2012                                             |
| Pastaza 2 cupos                        | Cumandá Deportivo Puyo                        | Campeón de la Segunda Categoría de Pastaza 2012 Subcampeón de la Segunda Categoría de Pastaza 2012                                               |
| Pichincha 2 cupos                      | Aucas Cuniburo                                | Campeón de la Segunda Categoría de Pichincha 2012 Subcampeón de la Segunda Categoría de Pichincha 2012                                           |
| Santa Elena 2 cupos                    | Independiente Salinas Carlos Borbor Reyes     | Campeón de la Segunda Categoría de Santa Elena 2012 Subcampeón de la Segunda Categoría de Santa Elena 2012                                       |
| Santo Domingo de los Tsáchilas 2 cupos | Águilas 3 de Julio                            | Campeón de la Segunda Categoría de Santo Domingo de los Tsáchilas 2012 Subcampeón de la Segunda Categoría de Santo Domingo de los Tsáchilas 2012 |
| Sucumbíos 2 cupos                      | Che Faraón Unión Manabita                     | Campeón de la Segunda Categoría de Sucumbíos 2012 Subcampeón de la Segunda Categoría de Sucumbíos 2012                                           |
| Tungurahua 2 cupos                     | Pelileo S. C. León Carr                       | Campeón de la Segunda Categoría de Tungurahua 2012 Subcampeón de la Segunda Categoría de Tungurahua 2012                                         |

## Zona 1
Los equipos de Pichincha, Imbabura, Cotopaxi, Tungurahua, Chimborazo y Bolívar.

### Clasificación

#### Grupo A
| Pos | Equipo           | Pts | PJ | G | E | P | GF | GC | Dif |
| --- | ---------------- | --- | -- | - | - | - | -- | -- | --- |
| 1.º | Aucas            | 26  | 10 | 8 | 2 | 0 | 21 | 2  | +19 |
| 2.º | Pilahuin Tío     | 20  | 10 | 6 | 2 | 2 | 30 | 10 | +20 |
| 3.° | Alianza          | 12  | 9  | 3 | 3 | 3 | 12 | 11 | +1  |
| 4.° | León Carr        | 12  | 9  | 3 | 3 | 3 | 15 | 23 | -8  |
| 5.° | Sporting Bolívar | 7   | 10 | 2 | 1 | 7 | 7  | 18 | -11 |
| 6.° | L.D.E. La Maná   | 4   | 10 | 1 | 1 | 8 | 12 | 33 | -21 |

#### Grupo B
| Pos | Equipo             | Pts | PJ | G | E | P | GF | GC | Dif |
| --- | ------------------ | --- | -- | - | - | - | -- | -- | --- |
| 1.° | Juventud Minera    | 20  | 10 | 6 | 2 | 2 | 23 | 10 | +13 |
| 2.° | Cuniburo           | 18  | 10 | 4 | 6 | 0 | 16 | 4  | +12 |
| 3.° | Pelileo S. C.      | 12  | 9  | 2 | 6 | 1 | 13 | 9  | +4  |
| 4.° | 2 de Marzo         | 12  | 10 | 2 | 6 | 2 | 9  | 9  | 0   |
| 5.° | Deportivo Cotopaxi | 6   | 10 | 1 | 3 | 6 | 11 | 26 | -15 |
| 6.° | Penipe S. C.       | 6   | 9  | 1 | 3 | 5 | 12 | 28 | -16 |

|  | Clasificado a los hexagonales finales                        |
|  | Clasificando a los hexagonales finales (4 mejores segundos). |

### Resultados
| 2 de Marzo       | 1 - 3 | Juventud Minera    | Jaime Terán Jaramillo | 28 de julio | 12:00 |
| Sporting Bolívar | 2 - 0 | Pilahuin Tío       | Federación Bolívar    | 28 de julio | 15:00 |
| L.D.E. La Maná   | 0 - 3 | Aucas              | Jaime Zumárraga       | 29 de julio | 12:00 |
| Alianza          | 1 - 1 | León Carr          | Timoteo Machado       | 29 de julio | 12:00 |
| Cuniburo         | 0 - 0 | Deportivo Cotopaxi | Guillermo Albornoz    | 29 de julio | 12:00 |
| Pelileo          | 2 - 2 | Penipe             | Ciudad de Pelileo     | 29 de julio | 16:00 |

| Pilahuin Tío       | 4 - 1 | L.D.E. La Maná   | Olímpico (Ibarra) | 4 de agosto | 16:00 |
| Deportivo Cotopaxi | 1 - 1 | 2 de Marzo       | La Cocha          | 4 de agosto | 16:00 |
| Penipe             | 0 - 2 | Cuniburo         | De Yaruquíes      | 4 de agosto | 16:00 |
| Aucas              | 1 - 0 | Alianza          | Chillogallo       | 5 de agosto | 11:30 |
| Juventud Minera    | 1 - 1 | Pelileo          | Echeandía         | 5 de agosto | 13:45 |
| León Carr          | 1 - 0 | Sporting Bolívar | Ciudad de Pelileo | 5 de agosto | 16:00 |

| Cuniburo         | 3 - 2 | Juventud Minera    | Guillermo Albornoz    | 11 de agosto | 11:00 |
| Sporting Bolívar | 0 - 1 | Aucas              | Federación Bolívar    | 11 de agosto | 15:00 |
| L.D.E. La Maná   | 1 - 3 | Alianza            | Jaime Zumárraga       | 12 de agosto | 12:00 |
| Penipe           | 6 - 1 | Deportivo Cotopaxi | De Yaruquíes          | 12 de agosto | 12:00 |
| 2 de Marzo       | 0 - 0 | Pelileo            | Jaime Terán Jaramillo | 12 de agosto | 12:00 |
| León Carr        | 0 - 3 | Pilahuin Tío       | Ciudad de Pelileo     | 12 de agosto | 16:00 |

| L.D.E. La Maná  | 1 - 4 | León Carr          | La Cocha              | 17 de agosto | 17:00 |
| Juventud Minera | 4 - 1 | Penipe             | Echeandía             | 18 de agosto | 14:00 |
| 2 de Marzo      | 0 - 0 | Cuniburo           | Jaime Terán Jaramillo | 18 de agosto | 16:00 |
| Aucas           | 2 - 0 | Pilahuin Tío       | Chillogallo           | 19 de agosto | 11:30 |
| Alianza         | 3 - 1 | Sporting Bolívar   | Timoteo Machado       | 19 de agosto | 12:00 |
| Pelileo         | 3 - 2 | Deportivo Cotopaxi | Ciudad de Pelileo     | 19 de agosto | 16:00 |

| Cuniburo           | 1 - 1 | Pelileo         | Chillogallo        | 25 de agosto | 11:30 |
| Sporting Bolívar   | 2 - 0 | L.D.E. La Maná  | Federación Bolívar | 25 de agosto | 15:00 |
| Pilahuin Tío       | 1 - 1 | Alianza         | Olímpico (Ibarra)  | 25 de agosto | 16:00 |
| Deportivo Cotopaxi | 2 - 1 | Juventud Minera | La Cocha           | 25 de agosto | 16:00 |
| Penipe             | 0 - 0 | 2 de Marzo      | De Yaruquíes       | 25 de agosto | 16:00 |
| León Carr          | 0 - 0 | Aucas           | Ciudad de Pelileo  | 26 de agosto | 15:00 |

| L.D.E. La Maná  | 2 - 1 | Sporting Bolívar   | La Cocha              | 31 de agosto    | 10:00 |
| 2 de Marzo      | 5 - 0 | Penipe             | Jaime Terán Jaramillo | 1 de septiembre | 16:00 |
| Aucas           | 7 - 0 | León Carr          | Chillogallo           | 2 de septiembre | 11:30 |
| Alianza         | 0 - 4 | Pilahuin Tío       | Timoteo Machado       | 2 de septiembre | 12:00 |
| Juventud Minera | 1 - 0 | Deportivo Cotopaxi | Echeandía             | 2 de septiembre | 13:45 |
| Pelileo         | 0 - 0 | Cuniburo           | Ciudad de Pelileo     | 2 de septiembre | 16:00 |

| Cuniburo           | 0 - 0 | 2 de Marzo      | Chillogallo        | 8 de septiembre | 11:00 |
| Sporting Bolívar   | 0 - 2 | Alianza         | Federación Bolívar | 8 de septiembre | 15:30 |
| Penipe             | 0 - 4 | Juventud Minera | De Yaruquíes       | 8 de septiembre | 16:00 |
| Deportivo Cotopaxi | 2 - 5 | Pelileo         | La Cocha           | 8 de septiembre | 16:00 |
| Pilahuin Tío       | 1 - 1 | Aucas           | Olímpico (Ibarra)  | 9 de septiembre | 12:00 |
| León Carr          | 5 - 3 | L.D.E. La Maná  | Ciudad de Pelileo  | 9 de septiembre | 16:00 |

| Aucas              | 2 - 0 | Sporting Bolívar | Chillogallo       | 15 de septiembre | 15:00 |
| Deportivo Cotopaxi | 3 - 3 | Penipe           | La Cocha          | 15 de septiembre | 16:00 |
| Alianza            | 2 - 2 | L.D.E. La Maná   | Timoteo Machado   | 16 de septiembre | 12:00 |
| Pelileo            | 0 - 0 | 2 de Marzo       | Ciudad de Pelileo | 16 de septiembre | 14:00 |
| Juventud Minera    | 1 - 1 | Cuniburo         | Echeandía         | 16 de septiembre | 14:00 |
| Pilahuin Tío       | 6 - 2 | León Carr        | Olímpico (Ibarra) | 16 de septiembre | 15:00 |

| L.D.E. La Maná   | 1 - 6 | Pilahuin Tío       | La Cocha              | 21 de septiembre | 10:00 |
| Cuniburo         | 7 - 0 | Penipe             | Chillogallo           | 22 de septiembre | 11:30 |
| Sporting Bolívar | 2 - 2 | León Carr          | Federación Bolívar    | 22 de septiembre | 15:30 |
| 2 de Marzo       | 4 - 1 | Deportivo Cotopaxi | Jaime Terán Jaramillo | 22 de septiembre | 16:00 |
| Alianza          | 0 - 1 | Aucas              | Timoteo Machado       | 23 de septiembre | 12:00 |
| Pelileo          | 1 - 2 | Juventud Minera    | Ciudad de Pelileo     | 23 de septiembre | 12:00 |

| Deportivo Cotopaxi | 0 - 2 | Cuniburo         | La Cocha          | 28 de septiembre | 16:00          |
| Aucas              | 3 - 1 | L.D.E. La Maná   | Chillogallo       | 29 de septiembre | 12:00          |
| Pilahuin Tío       | 5 - 0 | Sporting Bolívar | Olímpico (Ibarra) | 29 de septiembre | 19:00          |
| Juventud Minera    | 4 - 0 | 2 de Marzo       | Echeandía         | 30 de septiembre | 14:00          |
| León Carr          | -     | Alianza          | No se programó    | No se programó   | No se programó |
| Penipe             | -     | Pelileo          | No se programó    | No se programó   | No se programó |

## Zona 2
Los equipos de Orellana, Sucumbíos y Pastaza.

### Clasificación

#### Grupo A
| Pos | Equipo         | Pts | PJ | G | E | P | GF | GC | Dif |
| --- | -------------- | --- | -- | - | - | - | -- | -- | --- |
| 1.° | Deportivo Coca | 6   | 4  | 3 | 0 | 1 | 10 | 5  | +5  |
| 2.° | Che Faraón     | 6   | 4  | 2 | 0 | 2 | 4  | 4  | 0   |
| 3.° | Deportivo Puyo | 3   | 4  | 1 | 0 | 3 | 4  | 9  | -5  |

#### Grupo B
| Pos | Equipo         | Pts | PJ | G | E | P | GF | GC | Dif |
| --- | -------------- | --- | -- | - | - | - | -- | -- | --- |
| 1.° | Anaconda F. C. | 12  | 4  | 4 | 0 | 0 | 14 | 3  | +11 |
| 2.° | Cumandá        | 3   | 3  | 1 | 0 | 2 | 4  | 4  | 0   |
| 3.° | Unión Manabita | 0   | 3  | 0 | 0 | 3 | 2  | 13 | -11 |

|  | Clasificado a los hexagonales finales                        |
|  | Clasificando a los hexagonales finales (4 mejores segundos). |

### Resultados
| Deportivo Coca | 4 - 1      | Deportivo Puyo | Joya de los Sachas  | 28 de julio | 15:00      |
| Libre:         | Che Faraón | Che Faraón     | Che Faraón          | Che Faraón  | Che Faraón |
| Cumandá        | 3 - 0      | Unión Manabita | Víctor Hugo Georgis | 29 de julio | 14:00      |
| Libre:         | Anaconda   | Anaconda       | Anaconda            | Anaconda    | Anaconda   |

| Anaconda       | 2 - 1          | Cumandá        | Joya de los Sachas  | 5 de agosto    | 15:00          |
| Libre:         | Unión Manabita | Unión Manabita | Unión Manabita      | Unión Manabita | Unión Manabita |
| Deportivo Puyo | 1 - 0          | Che Faraón     | Víctor Hugo Georgis | 5 de agosto    | 16:00          |
| Libre:         | Deportivo Coca | Deportivo Coca | Deportivo Coca      | Deportivo Coca | Deportivo Coca |

| Deportivo Coca | 3 - 0          | Che Faraón     | Joya de los Sachas | 11 de agosto   | 15:00          |
| Libre:         | Deportivo Puyo | Deportivo Puyo | Deportivo Puyo     | Deportivo Puyo | Deportivo Puyo |
| Unión Manabita | 0 - 2          | Anaconda       | Carlos Vernaza     | 12 de agosto   | 16:00          |
| Libre:         | Cumandá        | Cumandá        | Cumandá            | Cumandá        | Cumandá        |

| Anaconda   | 8 - 2          | Unión Manabita | Joya de los Sachas | 19 de agosto   | 14:00          |
| Libre:     | Cumandá        | Cumandá        | Cumandá            | Cumandá        | Cumandá        |
| Che Faraón | 2 - 0          | Deportivo Coca | Carlos Vernaza     | 19 de agosto   | 16:00          |
| Libre:     | Deportivo Puyo | Deportivo Puyo | Deportivo Puyo     | Deportivo Puyo | Deportivo Puyo |

| Che Faraón | 2 - 0          | Deportivo Puyo | Carlos Vernaza      | 26 de agosto   | 14:00          |
| Libre:     | Deportivo Coca | Deportivo Coca | Deportivo Coca      | Deportivo Coca | Deportivo Coca |
| Cumandá    | 0 - 2          | Anaconda       | Víctor Hugo Georgis | 26 de agosto   | 16:00          |
| Libre:     | Unión Manabita | Unión Manabita | Unión Manabita      | Unión Manabita | Unión Manabita |

| Deportivo Puyo | 2 - 3      | Deportivo Coca | Víctor Hugo Georgis | 2 de septiembre | 16:00      |
| Libre:         | Che Faraón | Che Faraón     | Che Faraón          | Che Faraón      | Che Faraón |
| Unión Manabita | -          | Cumandá        | Suspendido          | Suspendido      | Suspendido |
| Libre:         | Anaconda   | Anaconda       | Anaconda            | Anaconda        | Anaconda   |

## Zona 3
Los equipos de Azuay, Loja, Cañar, El Oro y Guayas.

### Clasificación

#### Grupo A
| Pos | Equipo                     | Pts | PJ | G | E | P | GF | GC | Dif |
| --- | -------------------------- | --- | -- | - | - | - | -- | -- | --- |
| 1.° | Estudiantes                | 19  | 8  | 6 | 1 | 1 | 14 | 5  | +9  |
| 2.° | Orense                     | 16  | 8  | 5 | 2 | 1 | 25 | 3  | +22 |
| 3.° | Academia Alfaro Moreno     | 16  | 8  | 5 | 1 | 2 | 20 | 2  | +18 |
| 4.° | Academia Manuel Suquilanda | 3   | 7  | 1 | 0 | 6 | 4  | 23 | -19 |
| 5.° | Equipo de Cristo           | 0   | 7  | 0 | 0 | 7 | 3  | 33 | -30 |

#### Grupo B
| Pos | Equipo                 | Pts | PJ | G | E | P | GF | GC | Dif |
| --- | ---------------------- | --- | -- | - | - | - | -- | -- | --- |
| 1.° | Municipal Cañar        | 19  | 7  | 6 | 1 | 0 | 13 | 6  | +7  |
| 2.° | Estudiantes del Guayas | 10  | 8  | 3 | 1 | 4 | 9  | 8  | +1  |
| 3.° | Deportivo Bolívar      | 9   | 7  | 4 | 0 | 3 | 10 | 9  | +1  |
| 4.° | Gualaceo S. C.         | 8   | 7  | 2 | 2 | 3 | 9  | 8  | +1  |
| 5.° | L.D.E. 1.° de Mayo     | 3   | 7  | 1 | 0 | 6 | 5  | 15 | -10 |

|  | Clasificado a los hexagonales finales.                       |
|  | Clasificando a los hexagonales finales (4 mejores segundos). |

### Resultados
| Orense          | 5 - 1                  | Equipo de Cristo       | 9 de Mayo              | 27 de julio            | 20:15                  |
| Academia M-S    | 0 - 2                  | Estudiantes            | Municipal de Macará    | 29 de julio            | 15:00                  |
| Libre:          | Academia Alfaro Moreno | Academia Alfaro Moreno | Academia Alfaro Moreno | Academia Alfaro Moreno | Academia Alfaro Moreno |
| Municipal Cañar | 3 - 1                  | Deportivo Bolívar      | 26 de Enero            | 28 de julio            | 15:00                  |
| Gualaceo        | 4 - 0                  | L.D.E. 1.° de Mayo     | Gerardo León Pozo      | 29 de julio            | 16:00                  |
| Libre:          | Estudiantes del Guayas | Estudiantes del Guayas | Estudiantes del Guayas | Estudiantes del Guayas | Estudiantes del Guayas |

| Estudiantes            | 1 - 0             | Academia Alfaro Moreno | Alejandro Serrano Aguilar | 4 de agosto       | 12:00             |
| Equipo de Cristo       | 1 - 3             | Academia M-S           | De Los Chirijos           | 5 de agosto       | 15:00             |
| Libre:                 | Orense            | Orense                 | Orense                    | Orense            | Orense            |
| Estudiantes del Guayas | 3 - 1             | Gualaceo               | Alejandro Ponce Noboa     | 5 de agosto       | 13:00             |
| L.D.E. 1.° de Mayo     | 0 - 1             | Municipal Cañar        | Municipal de Yanzatza     | 5 de agosto       | 16:00             |
| Libre:                 | Deportivo Bolívar | Deportivo Bolívar      | Deportivo Bolívar         | Deportivo Bolívar | Deportivo Bolívar |

| Academia M-S           | 1 - 5       | Orense                 | Municipal de Macará   | 11 de agosto | 15:00       |
| Academia Alfaro Moreno | 6 - 0       | Equipo de Cristo       | Alejandro Ponce Noboa | 12 de agosto | 10:00       |
| Libre:                 | Estudiantes | Estudiantes            | Estudiantes           | Estudiantes  | Estudiantes |
| Municipal Cañar        | 2 - 1       | Estudiantes del Guayas | 26 de Enero           | 11 de agosto | 15:00       |
| Deportivo Bolívar      | 1 - 0       | L.D.E. 1.° de Mayo     | Washington Villalta   | 11 de agosto | 20:15       |
| Libre:                 | Gualaceo    | Gualaceo               | Gualaceo              | Gualaceo     | Gualaceo    |

| Equipo de Cristo       | 0 - 1              | Estudiantes            | Los Chirijos          | 17 de agosto       | 16:00              |
| Orense                 | 0 - 1              | Academia Alfaro Moreno | 9 de mayo             | 17 de agosto       | 20:15              |
| Libre:                 | Academia M-S       | Academia M-S           | Academia M-S          | Academia M-S       | Academia M-S       |
| Estudiantes del Guayas | 2 - 1              | Deportivo Bolívar      | Alejandro Ponce Noboa | 18 de agosto       | 15:00              |
| Gualaceo               | 0 - 0              | Municipal Cañar        | Gerardo León Pozo     | 19 de agosto       | 16:00              |
| Libre:                 | L.D.E. 1.° de Mayo | L.D.E. 1.° de Mayo     | L.D.E. 1.° de Mayo    | L.D.E. 1.° de Mayo | L.D.E. 1.° de Mayo |

| Estudiantes            | 0 - 0            | Orense                 | Alejandro Serrano Aguilar | 25 de agosto     | 12:00            |
| Academia Alfaro Moreno | 5 - 0            | Academia M-S           | Alejandro Ponce Noboa     | 26 de agosto     | 10:00            |
| Libre:                 | Equipo de Cristo | Equipo de Cristo       | Equipo de Cristo          | Equipo de Cristo | Equipo de Cristo |
| Deportivo Bolívar      | 2 - 1            | Gualaceo               | Washington Villalta       | 25 de agosto     | 20:15            |
| L.D.E. 1.° de Mayo     | 1 - 0            | Estudiantes del Guayas | Municipal de Yanzatza     | 26 de agosto     | 15:00            |
| Libre:                 | Municipal Cañar  | Municipal Cañar        | Municipal Cañar           | Municipal Cañar  | Municipal Cañar  |

| Orense                 | 4 - 0            | Estudiantes            | 9 de Mayo             | 1 de septiembre  | 16:00            |
| Academia M-S           | 0 - 1            | Academia Alfaro Moreno | Municipal de Macará   | 2 de septiembre  | 15:00            |
| Libre:                 | Equipo de Cristo | Equipo de Cristo       | Equipo de Cristo      | Equipo de Cristo | Equipo de Cristo |
| Gualaceo               | 2 - 1            | Deportivo Bolívar      | Gerardo León Pozo     | 1 de septiembre  | 16:00            |
| Estudiantes del Guayas | 3 - 0            | L.D.E. 1.° de Mayo     | Alejandro Ponce Noboa | 2 de septiembre  | 13:00            |
| Libre:                 | Municipal Cañar  | Municipal Cañar        | Municipal Cañar       | Municipal Cañar  | Municipal Cañar  |

| Estudiantes            | 7 - 1              | Equipo de Cristo       | Alejandro Serrano Aguilar | 8 de septiembre    | 12:00              |
| Academia Alfaro Moreno | 0 - 0              | Orense                 | Alejandro Ponce Noboa     | 9 de septiembre    | 10:00              |
| Libre:                 | Academia M-S       | Academia M-S           | Academia M-S              | Academia M-S       | Academia M-S       |
| Municipal Cañar        | 2 - 1              | Gualaceo               | 26 de Enero               | 8 de septiembre    | 15:00              |
| Deportivo Bolívar      | 2 - 0              | Estudiantes del Guayas | Washington Villalta       | 8 de septiembre    | 20:15              |
| Libre:                 | L.D.E. 1.° de Mayo | L.D.E. 1.° de Mayo     | L.D.E. 1.° de Mayo        | L.D.E. 1.° de Mayo | L.D.E. 1.° de Mayo |

| Orense                 | 7 - 0       | Academia M-S           | 9 de Mayo             | 15 de septiembre | 16:00       |
| Equipo de Cristo       | 0 - 7       | Academia Alfaro Moreno | Los Chirijos          | 16 de septiembre | 09:00       |
| Libre:                 | Estudiantes | Estudiantes            | Estudiantes           | Estudiantes      | Estudiantes |
| Estudiantes del Guayas | 0 - 1       | Municipal Cañar        | Alejandro Ponce Noboa | 15 de septiembre | 13:00       |
| L.D.E. 1.° de Mayo     | 1 - 2       | Deportivo Bolívar      | Municipal de Yanzatza | 16 de septiembre | 15:00       |
| Libre:                 | Gualaceo    | Gualaceo               | Gualaceo              | Gualaceo         | Gualaceo    |

| Municipal Cañar        | 4 - 3             | L.D.E. 1.° de Mayo     | 26 de Enero           | 22 de septiembre  | 15:00             |
| Gualaceo               | 0 - 0             | Estudiantes del Guayas | Gerardo León Pozo     | 22 de septiembre  | 16:00             |
| Libre:                 | Deportivo Bolívar | Deportivo Bolívar      | Deportivo Bolívar     | Deportivo Bolívar | Deportivo Bolívar |
| Academia Alfaro Moreno | 0 - 1             | Estudiantes            | Alejandro Ponce Noboa | 23 de septiembre  | 12:00             |
| Academia M-S           | -                 | Equipo de Cristo       | Suspendido            | Suspendido        | Suspendido        |
| Libre:                 | Orense            | Orense                 | Orense                | Orense            | Orense            |

| Estudiantes        | 2 - 0                  | Academia M-S           | Alejandro Serrano Aguilar | 29 de septiembre       | 12:00                  |
| Equipo de Cristo   | 0 - 4                  | Orense                 | Los Chirijos              | 30 de septiembre       | 10:00                  |
| Libre:             | Academia Alfaro Moreno | Academia Alfaro Moreno | Academia Alfaro Moreno    | Academia Alfaro Moreno | Academia Alfaro Moreno |
| Deportivo Bolívar  | -                      | Municipal Cañar        | No se programó            | No se programó         | No se programó         |
| L.D.E. 1.° de Mayo | -                      | Gualaceo               | No se programó            | No se programó         | No se programó         |
| Libre:             | Estudiantes del Guayas | Estudiantes del Guayas | Estudiantes del Guayas    | Estudiantes del Guayas | Estudiantes del Guayas |

## Zona 4
Los equipos de Esmeraldas, Manabí, Santo Domingo de los Tsáchilas, Los Ríos y Santa Elena.

### Clasificación

#### Grupo A
| Pos | Equipo              | Pts | PJ | G | E | P | GF | GC | Dif |
| --- | ------------------- | --- | -- | - | - | - | -- | -- | --- |
| 1.° | Águilas             | 19  | 8  | 5 | 1 | 1 | 19 | 6  | +13 |
| 2.° | Liga de Portoviejo  | 14  | 8  | 4 | 2 | 2 | 11 | 5  | +6  |
| 3.° | Santa Rita          | 14  | 8  | 4 | 2 | 1 | 11 | 8  | +3  |
| 4.° | Rocafuerte          | 7   | 7  | 2 | 1 | 4 | 9  | 10 | -1  |
| 5.° | Carlos Borbor Reyes | 0   | 7  | 0 | 0 | 6 | 3  | 24 | -21 |

#### Grupo B
| Pos | Equipo                | Pts | PJ | G | E | P | GF | GC | Dif |
| --- | --------------------- | --- | -- | - | - | - | -- | -- | --- |
| 1.° | Delfín S. C.          | 20  | 8  | 6 | 2 | 0 | 21 | 6  | +15 |
| 2.° | Venecia               | 19  | 8  | 6 | 1 | 1 | 13 | 6  | +7  |
| 3.° | 3 de Julio            | 13  | 8  | 4 | 1 | 3 | 10 | 9  | +1  |
| 4.° | Alianza del Pailón    | 1   | 7  | 0 | 1 | 6 | 8  | 18 | -10 |
| 5.° | Independiente Salinas | 1   | 7  | 0 | 1 | 6 | 5  | 18 | -13 |

|  | Clasificado a los hexagonales finales.                       |
|  | Clasificando a los hexagonales finales (4 mejores segundos). |

### Resultados
| Liga de Portoviejo    | 3 - 0      | Santa Rita          | Reales Tamarindos | 28 de julio | 20:15      |
| Rocafuerte            | 4 - 0      | Carlos Borbor Reyes | Folke Anderson    | 29 de julio | 15:00      |
| Libre:                | Águilas    | Águilas             | Águilas           | Águilas     | Águilas    |
| Venecia               | 0 - 2      | Delfín              | Rafael Vera Yépez | 28 de julio | 15:00      |
| Independiente Salinas | 3 - 3      | Alianza del Pailón  | Camilo Gallegos   | 8 de agosto | 12:00      |
| Libre:                | 3 de Julio | 3 de Julio          | 3 de Julio        | 3 de Julio  | 3 de Julio |

| Carlos Borbor Reyes | 0 - 1              | Liga de Portoviejo    | Camilo Gallegos          | 4 de agosto        | 15:00              |
| Santa Rita          | 0 - 0              | Águilas               | 14 de Junio              | 4 de agosto        | 16:00              |
| Libre:              | Rocafuerte         | Rocafuerte            | Rocafuerte               | Rocafuerte         | Rocafuerte         |
| Delfín              | 3 - 1              | Independiente Salinas | Jocay                    | 4 de agosto        | 19:30              |
| 3 de Julio          | 0 - 2              | Venecia               | Olímpico (Santo Domingo) | 5 de agosto        | 15:00              |
| Libre:              | Alianza del Pailón | Alianza del Pailón    | Alianza del Pailón       | Alianza del Pailón | Alianza del Pailón |

| Liga de Portoviejo    | 0 - 0      | Rocafuerte          | Reales Tamarindos        | 10 de agosto | 19:30      |
| Águilas               | 3 - 2      | Carlos Borbor Reyes | Olímpico (Santo Domingo) | 12 de agosto | 13:00      |
| Libre:                | Santa Rita | Santa Rita          | Santa Rita               | Santa Rita   | Santa Rita |
| Independiente Salinas | 0 - 3      | 3 de Julio          | Camilo Gallegos          | 11 de agosto | 12:00      |
| Alianza del Pailón    | 1 - 2      | Delfín              | Jesús Cangá Caicedo      | 12 de agosto | 15:30      |
| Libre:                | Venecia    | Venecia             | Venecia                  | Venecia      | Venecia    |

| Carlos Borbor Reyes | 1 - 2              | Santa Rita            | Camilo Gallegos          | 18 de agosto       | 14:00              |
| Rocafuerte          | 1 - 2              | Águilas               | Folke Anderson           | 19 de agosto       | 13:00              |
| Libre:              | Liga de Portoviejo | Liga de Portoviejo    | Liga de Portoviejo       | Liga de Portoviejo | Liga de Portoviejo |
| 3 de Julio          | 2 - 0              | Alianza del Pailón    | Olímpico (Santo Domingo) | 18 de agosto       | 15:00              |
| Venecia             | 1 - 0              | Independiente Salinas | Rafael Vera Yépez        | 18 de agosto       | 16:00              |
| Libre:              | Delfín             | Delfín                | Delfín                   | Delfín             | Delfín             |

| Santa Rita         | 2 - 0                 | Rocafuerte            | 14 de Junio              | 25 de agosto          | 16:00                 |
| Águilas            | 1 - 0                 | Liga de Portoviejo    | Olímpico (Santo Domingo) | 26 de agosto          | 13:30                 |
| Libre:             | Carlos Borbor Reyes   | Carlos Borbor Reyes   | Carlos Borbor Reyes      | Carlos Borbor Reyes   | Carlos Borbor Reyes   |
| Delfín             | 1 - 1                 | 3 de Julio            | Jocay                    | 25 de agosto          | 19:30                 |
| Alianza del Pailón | 0 - 1                 | Venecia               | Jesús Cangá Caicedo      | 26 de agosto          | 15:00                 |
| Libre:             | Independiente Salinas | Independiente Salinas | Independiente Salinas    | Independiente Salinas | Independiente Salinas |

| Rocafuerte         | 1 - 2                 | Santa Rita            | Folke Anderson           | 1 de septiembre       | 13:00                 |
| Liga de Portoviejo | 2 - 1                 | Águilas               | Reales Tamarindos        | 1 de septiembre       | 19:30                 |
| Libre:             | Carlos Borbor Reyes   | Carlos Borbor Reyes   | Carlos Borbor Reyes      | Carlos Borbor Reyes   | Carlos Borbor Reyes   |
| Venecia            | 2 - 1                 | Alianza del Pailón    | Rafael Vera Yépez        | 1 de septiembre       | 16:00                 |
| 3 de Julio         | 0 - 1                 | Delfín                | Olímpico (Santo Domingo) | 2 de septiembre       | 15:00                 |
| Libre:             | Independiente Salinas | Independiente Salinas | Independiente Salinas    | Independiente Salinas | Independiente Salinas |

| Santa Rita            | 4 - 0              | Carlos Borbor Reyes | 14 de Junio              | 8 de septiembre    | 16:00              |
| Águilas               | 3 - 1              | Rocafuerte          | Olímpico (Santo Domingo) | 9 de septiembre    | 15:00              |
| Libre:                | Liga de Portoviejo | Liga de Portoviejo  | Liga de Portoviejo       | Liga de Portoviejo | Liga de Portoviejo |
| Independiente Salinas | 1 - 2              | Venecia             | Camilo Gallegos          | 8 de septiembre    | 16:00              |
| Alianza del Pailón    | 0 - 1              | 3 de Julio          | Jesús Cangá Caicedo      | 9 de septiembre    | 15:00              |
| Libre:                | Delfín             | Delfín              | Delfín                   | Delfín             | Delfín             |

| Rocafuerte          | 2 - 1      | Liga de Portoviejo    | Folke Anderson           | 15 de septiembre | 13:00      |
| Carlos Borbor Reyes | 0 - 7      | Águilas               | Camilo Gallegos          | 15 de septiembre | 15:00      |
| Libre:              | Santa Rita | Santa Rita            | Santa Rita               | Santa Rita       | Santa Rita |
| Delfín              | 7 - 2      | Alianza del Pailón    | Jocay                    | 15 de septiembre | 16:00      |
| 3 de Julio          | 2 - 0      | Independiente Salinas | Olímpico (Santo Domingo) | 16 de septiembre | 15:00      |
| Libre:              | Venecia    | Venecia               | Venecia                  | Venecia          | Venecia    |

| Águilas               | 2 - 0              | Santa Rita          | Olímpico (Santo Domingo) | 22 de septiembre   | 15:00              |
| Liga de Portoviejo    | 3 - 0              | Carlos Borbor Reyes | Realas Tamarindos        | 22 de septiembre   | 16:00              |
| Libre:                | Rocafuerte         | Rocafuerte          | Rocafuerte               | Rocafuerte         | Rocafuerte         |
| Venecia               | 4 - 1              | 3 de Julio          | Rafael Vera Yépez        | 22 de septiembre   | 16:00              |
| Independiente Salinas | 0 - 4              | Delfín              | Camilo Gallegos          | 23 de septiembre   | 16:00              |
| Libre:                | Alianza del Pailón | Alianza del Pailón  | Alianza del Pailón       | Alianza del Pailón | Alianza del Pailón |

| Santa Rita          | 1 - 1      | Liga de Portoviejo    | 14 de Junio    | 29 de septiembre | 16:00          |
| Carlos Borbor Reyes | -          | Rocafuerte            | No se programó | No se programó   | No se programó |
| Libre:              | Águilas    | Águilas               | Águilas        | Águilas          | Águilas        |
| Delfín              | 1 - 1      | Venecia               | Jocay          | 28 de septiembre | 19:30          |
| Alianza del Pailón  | -          | Independiente Salinas | No se programó | No se programó   | No se programó |
| Libre:              | 3 de Julio | 3 de Julio            | 3 de Julio     | 3 de Julio       | 3 de Julio     |

## Promedios
| Pos | Equipo                 | PJ | G | E | P | Pts | PRO   |
| --- | ---------------------- | -- | - | - | - | --- | ----- |
| 1.º | Venecia                | 8  | 6 | 1 | 1 | 19  | 2,375 |
| 2.° | Orense                 | 8  | 5 | 1 | 2 | 17  | 2,125 |
| 3.º | Pilahuin Tío           | 10 | 6 | 2 | 2 | 20  | 2,000 |
| 4.° | Juventud Minera        | 10 | 6 | 2 | 2 | 20  | 2,000 |
| 5.° | Liga de Portoviejo     | 8  | 4 | 2 | 2 | 14  | 1,750 |
| 6.° | Che Faraón             | 4  | 2 | 0 | 2 | 6   | 1,500 |
| 7.° | Estudiantes del Guayas | 8  | 3 | 1 | 4 | 9   | 1,125 |
| 8.° | Cumandá                | 3  | 1 | 0 | 2 | 3   | 1,000 |

## Hexagonales finales
Los equipos ganadores de cada grupo más los 4 mejores segundos por promedios.

### Clasificación

#### Grupo A
| Pos | Equipo         | Pts | PJ | G | E | P | GF | GC | Dif |
| --- | -------------- | --- | -- | - | - | - | -- | -- | --- |
| 1.º | Aucas          | 26  | 10 | 8 | 2 | 0 | 23 | 6  | +17 |
| 2.º | Pilahuin Tío   | 24  | 10 | 7 | 3 | 0 | 26 | 8  | +18 |
| 3.º | Águilas        | 11  | 9  | 3 | 2 | 4 | 9  | 18 | -9  |
| 4.º | Cuniburo       | 10  | 9  | 3 | 1 | 5 | 8  | 13 | -5  |
| 5.º | Estudiantes    | 5   | 9  | 1 | 2 | 6 | 7  | 16 | -9  |
| 6.º | Anaconda F. C. | 2   | 9  | 0 | 2 | 7 | 4  | 17 | -13 |

#### Grupo B
| Pos | Equipo          | Pts | PJ | G | E | P | GF | GC | Dif |
| --- | --------------- | --- | -- | - | - | - | -- | -- | --- |
| 1.º | Municipal Cañar | 21  | 9  | 7 | 0 | 2 | 12 | 5  | +7  |
| 2.º | Delfín S. C.    | 16  | 9  | 5 | 1 | 3 | 15 | 8  | +7  |
| 3.º | Juventud Minera | 14  | 8  | 4 | 2 | 2 | 16 | 8  | +8  |
| 4.º | Orense          | 8   | 8  | 2 | 2 | 4 | 4  | 8  | -4  |
| 5.º | Venecia         | 8   | 9  | 2 | 2 | 5 | 3  | 11 | -8  |
| 6.º | Deportivo Coca  | 6   | 9  | 1 | 3 | 5 | 6  | 16 | -10 |

|  | Ascendidos a la Serie B 2013 y disputaron la final. |

### Resultados
| Pilahuin Tío    | 1 - 1 | Aucas           | Olímpico (Ibarra)         | 5 de octubre | 19:00 |
| Orense          | 0 - 0 | Delfín          | 9 de Mayo                 | 6 de octubre | 10:00 |
| Cuniburo        | 1 - 0 | Anaconda        | Chillogallo               | 6 de octubre | 11:30 |
| Estudiantes     | 0 - 1 | Águilas         | Alejandro Serrano Aguilar | 6 de octubre | 12:00 |
| Municipal Cañar | 2 - 1 | Juventud Minera | 26 de Enero               | 6 de octubre | 15:00 |
| Venecia         | 0 - 0 | Deportivo Coca  | Rafael Vera Yépez         | 6 de octubre | 16:00 |

| Deportivo Coca  | 0 - 0 | Orense          | Joya de los Sachas       | 13 de octubre | 13:00 |
| Juventud Minera | 1 - 1 | Venecia         | Federativo de Guaranda   | 13 de octubre | 15:00 |
| Delfín          | 3 - 1 | Municipal Cañar | Jocay                    | 13 de octubre | 16:00 |
| Aucas           | 1 - 0 | Cuniburo        | Chillogallo              | 14 de octubre | 12:00 |
| Anaconda        | 0 - 0 | Estudiantes     | Joya de los Sachas       | 14 de octubre | 14:00 |
| Águilas         | 2 - 2 | Pilahuin Tío    | Olímpico (Santo Domingo) | 14 de octubre | 15:00 |

| Cuniburo        | 1 - 0 | Estudiantes     | Chillogallo              | 20 de octubre   | 11:30 |
| Orense          | 0 - 1 | Municipal Cañar | Carlos Nieto Pesántez    | 20 de octubre   | 15:00 |
| Pilahuin Tío    | 2 - 0 | Anaconda        | Olímpico (Ibarra)        | 20 de octubre   | 16:00 |
| Venecia         | 1 - 0 | Delfín          | Rafael Vera Yépez        | 20 de octubre   | 16:00 |
| Águilas         | 1 - 3 | Aucas           | Olímpico (Santo Domingo) | 21 de octubre   | 15:00 |
| Juventud Minera | 3 - 1 | Deportivo Coca  | Federativo de Guaranda   | 14 de noviembre | 14:00 |

| Municipal Cañar | 3 - 0 | Venecia         | 26 de Enero               | 24 de octubre  | 11:00          |
| Cuniburo        | 1 - 0 | Águilas         | Chillogallo               | 24 de octubre  | 11:30          |
| Estudiantes     | 2 - 3 | Pilahuin Tío    | Alejandro Serrano Aguilar | 24 de octubre  | 12:00          |
| Anaconda        | 1 - 2 | Aucas           | Joya de los Sachas        | 24 de octubre  | 14:00          |
| Delfín          | 3 - 0 | Deportivo Coca  | Jocay                     | 24 de octubre  | 20:00          |
| Orense          | -     | Juventud Minera | No se programó            | No se programó | No se programó |

| Venecia         | 0 - 1 | Orense          | Rafael Vera Yépez        | 27 de octubre | 16:00 |
| Pilahuin Tío    | 2 - 1 | Cuniburo        | Olímpico (Ibarra)        | 28 de octubre | 12:00 |
| Deportivo Coca  | 1 - 0 | Municipal Cañar | Federativo de Orellana   | 28 de octubre | 13:00 |
| Aucas           | 3 - 0 | Estudiantes     | Chillogallo              | 28 de octubre | 14:00 |
| Águilas         | 1 - 0 | Anaconda        | Olímpico (Santo Domingo) | 28 de octubre | 15:00 |
| Juventud Minera | 3 - 1 | Delfín          | Federativo de Guaranda   | 28 de octubre | 15:00 |

| Orense          | 0 - 1 | Venecia         | 9 de Mayo          | 2 de noviembre | 20:15 |
| Cuniburo        | 1 - 3 | Pilahuin Tío    | Chillogallo        | 3 de noviembre | 11:30 |
| Municipal Cañar | 2 - 0 | Deportivo Coca  | 26 de Enero        | 3 de noviembre | 15:00 |
| Delfín          | 1 - 0 | Juventud Minera | Jocay              | 3 de noviembre | 19:30 |
| Estudiantes     | 1 - 4 | Aucas           | La Cocha           | 4 de noviembre | 12:00 |
| Anaconda        | 1 - 1 | Águilas         | Joya de los Sachas | 4 de noviembre | 14:00 |

| Juventud Minera | 5 - 0 | Orense          | Federativo de Guaranda   | 7 de noviembre | 14:00 |
| Aucas           | 3 - 1 | Anaconda        | Chillogallo              | 7 de noviembre | 15:00 |
| Deportivo Coca  | 2 - 3 | Delfín          | Federativo de Orellana   | 7 de noviembre | 15:00 |
| Águilas         | 3 - 0 | Cuniburo        | Olímpico (Santo Domingo) | 7 de noviembre | 16:00 |
| Venecia         | 0 - 1 | Municipal Cañar | Rafael Vera Yépez        | 7 de noviembre | 16:00 |
| Pilahuin Tío    | 2 - 0 | Estudiantes     | Olímpico (Ibarra)        | 7 de noviembre | 19:00 |

| Deportivo Coca  | 2 - 2 | Juventud Minera | Federativo de Orellana    | 10 de noviembre | 13:00 |
| Aucas           | 4 - 0 | Águilas         | Chillogallo               | 11 de noviembre | 12:00 |
| Delfín          | 4 - 0 | Venecia         | Jocay                     | 11 de noviembre | 12:00 |
| Anaconda        | 1 - 4 | Pilahuin Tío    | Joya de los Sachas        | 11 de noviembre | 14:00 |
| Estudiantes     | 2 - 2 | Cuniburo        | Alejandro Serrano Aguilar | 11 de noviembre | 15:00 |
| Municipal Cañar | 1 - 0 | Orense          | 26 de Enero               | 11 de noviembre | 15:00 |

| Orense          | 3 - 0 | Deportivo Coca  | 9 de Mayo                 | 16 de noviembre | 20:15 |
| Estudiantes     | 2 - 0 | Anaconda        | Alejandro Serrano Aguilar | 17 de noviembre | 12:00 |
| Cuniburo        | 1 - 2 | Aucas           | Chillogallo               | 17 de noviembre | 15:00 |
| Municipal Cañar | 1 - 0 | Delfín          | 26 de Enero               | 17 de noviembre | 15:00 |
| Venecia         | 0 - 1 | Juventud Minera | Rafael Vera Yépez         | 17 de noviembre | 16:00 |
| Pilahuin Tío    | 7 - 0 | Águilas         | Olímpico (Ibarra)         | 18 de noviembre | 12:00 |

| Aucas           | 0 - 0 | Pilahuin Tío    | Chillogallo    | 25 de noviembre | 12:00          |
| Anaconda        | -     | Cuniburo        | No se programó | No se programó  | No se programó |
| Águilas         | -     | Estudiantes     | No se programó | No se programó  | No se programó |
| Delfín          | -     | Orense          | No se programó | No se programó  | No se programó |
| Deportivo Coca  | -     | Venecia         | No se programó | No se programó  | No se programó |
| Juventud Minera | -     | Municipal Cañar | No se programó | No se programó  | No se programó |

## Final
La disputaron el ganador del grupo B, el club Municipal Cañar y el ganador del grupo A, Aucas
| Fecha                  | Lugar | Local           |  | Resultado |  | Visitante       |
| ---------------------- | ----- | --------------- |  | --------- |  | --------------- |
| 1 de diciembre de 2012 | Cañar | Municipal Cañar |  | 0 – 0     |  | Aucas           |
| 8 de diciembre de 2012 | Quito | Aucas           |  | 3 – 0     |  | Municipal Cañar |

### Campeón
|                                                                   |
|                                                                   |
| Sociedad Deportiva Aucas 2.° título Ascendió a la Serie B         |
| También ascendió Club Deportivo Municipal Cañar como vicecampeón. |

## Goleadores
| Jugador        | Club                   | Goles |
| -------------- | ---------------------- | ----- |
| David Ruano    | Pilahuin Tío           | 18    |
| Juan Villacres | Aucas                  | 16    |
| Lenín de Jesús | Pilahuin Tío           | 15    |
| Willians Gómez | Anaconda F. C.         | 9     |
| Eder Mina      | Academia Alfaro Moreno | 8     |